# Adrien Holy
Adrien Holy (* 30. Januar 1898 in Saint-Imier; † 29. Dezember 1978 in Genf) war ein Schweizer Maler, Grafiker, Bühnenbildner und Kunstpädagoge. Sein Werk umfasst Landschafts-, Figuren- und Wandmalerei sowie Werbegrafik und Bühnenbilder.

## Leben und Werk
Adrien Holy war ein Sohn des Medailleurs Jules Holy und der Sophie Louise Nicolet, geborene Félix. Nach seiner Ausbildung an den Kunstschulen in Genf und La Chaux-de-Fonds übersiedelte er 1920 nach Paris, wo er bis 1939 als Maler, Fabrikarbeiter, Werbegrafiker, Textilzeichner und Bühnenbildner tätig war. Seine Werke wurden in den 1930er-Jahren im Salon des Artistes Indépendants und im Salon des Tuileries in Paris ausgestellt.
«Charakteristisch für seine Gemälde sind figürliche Szenen, Porträts, Interieurs und Landschaften in leuchtenden Farben. Die Quais und die Dächer von Genf oder Paris, stille Strassenszenen im Tessin oder in Venedig sowie Hafen- und Strandszenen aus Spanien, Südfrankreich und Norwegen geben den umherschweifenden Reisenden zu erkennen, Porträts den Seismografen von Gefühlszuständen, Stillleben seinen Sinn für Stimmungen. Im Gegensatz zu den zu Feuerwerken explodierenden Farben seiner früheren Werke sind für das Spätwerk des Künstlers eher gedämpfte Töne charakteristisch.» Holy gehört zu den Westschweizer Vertretern der figurativen Malerei. Bei Ausbruch des Zweiten Weltkriegs übersiedelte er nach Genf und schuf dort wie auch in Grandfontaine Wandbilder.

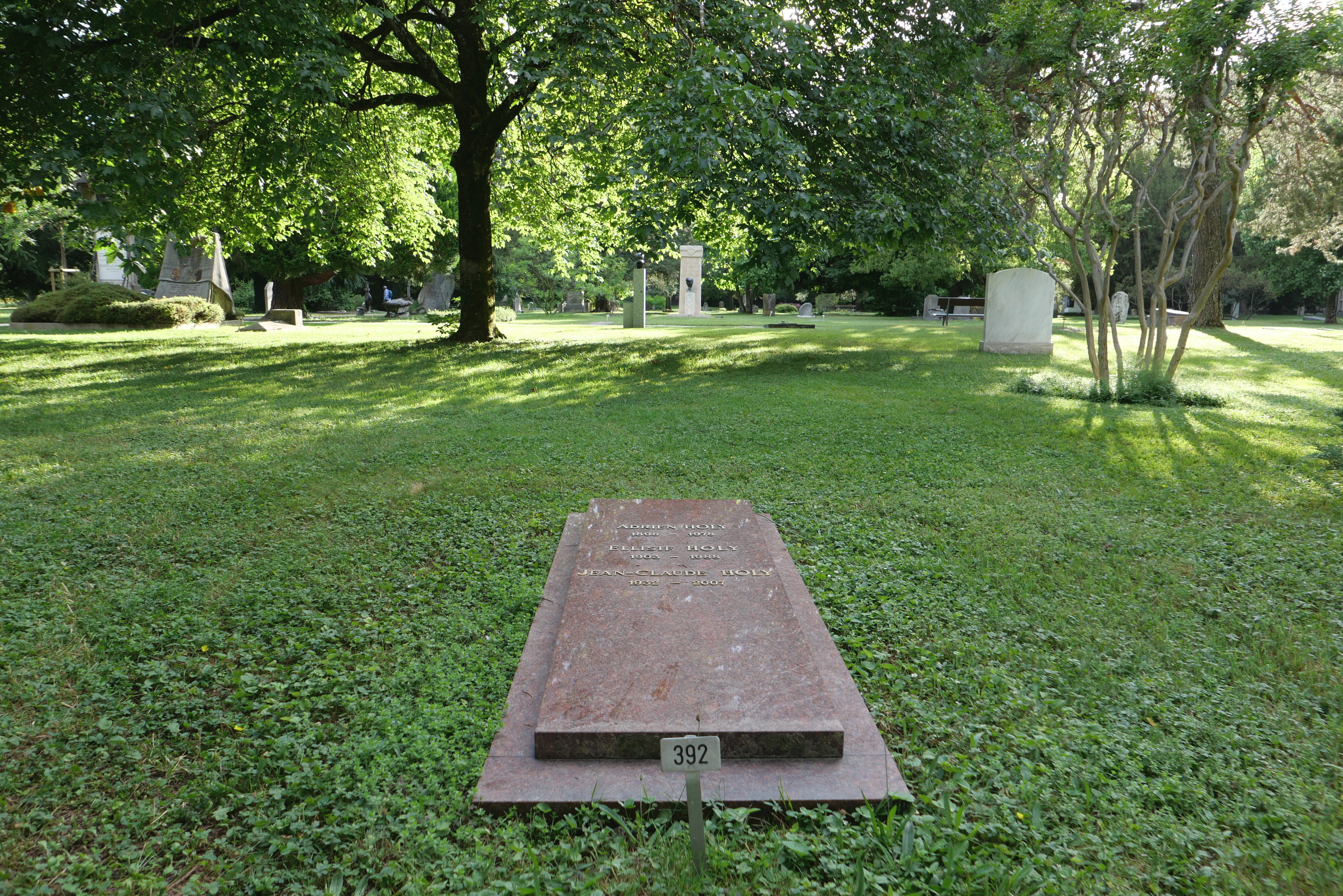
Das Familiengrab

Von 1961 bis 1966 unterrichtete Holy an der École des Beaux-Arts in Genf. Zudem war er von 1961 bis 1968 Präsident der Eidgenössischen Kunstkommission und Vizepräsident der Eidgenössischen Kommission für angewandte Kunst. Von 1962 bis 1968 war er Mitglied der Kommission der Gottfried Keller-Stiftung. In diesen Funktionen prägte er die Kunstförderung in seiner Region und in der ganzen Schweiz massgeblich mit. 1971 erhielt er den Kunstpreis der Stadt Genf.
Adrien Holy nahm 1953 an der ersten Internationalen Kunstausstellung in Tokio teil. Zudem stellte er seine Werke u. a. im Kunsthaus Zürich, Kunstmuseum Bern, Kunstmuseum Luzern, in der Kunsthalle Bern, im Kunsthaus Glarus und im Aargauer Kunsthaus aus.
Holy war seit 1928 mit der aus Drammen (Norwegen) stammenden Malerin Ellisif, geborene Bentzen Bjørset (* 3. Dezember 1903; † 15. Februar 1988 in Genf), verheiratet. Beide sind mit ihrem Sohn Jean-Claude (1932–2007), einem Mathematiker, auf dem Cimetière des Rois begraben, der als Genfer Pantheon gilt.